# 노스쇼어 나이츠
| 노스쇼어 나이츠 |                                                                                 |
| 설립연도        | 2016년                                                                          |
| 해체연도        |                                                                                 |
| 역사            | 세인트클레어 쇼어즈 파이팅 세인츠 (2016년~2017년) 노스쇼어 나이츠 (2017년~현재) |
| 경기장          | 킹스빌 아레나 콤플렉스                                                          |
| 연고지          | 온타리오주 킹스빌                                                               |
| 상징색          |                                                                                 |
| 구단주          | 잭 스포츠 그룹                                                                  |
| 단장            |                                                                                 |
| 감독            |                                                                                 |
| 정규시즌 우승   | -                                                                               |
| 플레이오프 우승 | -                                                                               |
| 영구 결번       | -                                                                               |

노스쇼어 나이츠(North Shore Knights)는 캐나다 온타리오주 킹스빌을 연고지로 하는 FHL 소속 아이스 하키팀이다.

## 역대 홈경기장
| 경기장                 | 사용기간    | 수용인원 | 장소              | 비고 |
| ---------------------- | ----------- | -------- | ----------------- | ---- |
| 노스쇼어 나이츠        |             |          |                   |      |
| 킹스빌 아레나 콤플렉스 | 2017년~현재 |          | 온타리오주 킹스빌 | 빈칸 |